# Quasipaa delacouri
Espèce
Synonymes
- Rana delacouri Angel, 1928
- Paa delacouri (Angel, 1928)
- Chaparana delacouri (Angel, 1928)
- Annandia delacouri (Angel, 1928)
- Nanorana delacouri (Angel, 1928)
- Rana microlineata Bourret, 1937
- Paa microlineata (Bourret, 1937)

Quasipaa delacouri est une espèce d'amphibiens de la famille des Dicroglossidae.

## Répartition
Cette espèce est endémique du Nord du Viêt Nam. Elle se rencontre dans les provinces de Lào Cai, de Bắc Kạn, de Sơn La, de Vĩnh Phúc, de Hòa Bình, de Thanh Hóa.
Sa présence est incertaine au Laos et en Chine.

## Étymologie
Cette espèce est nommée en l'honneur de Jean Théodore Delacour.

## Publication originale
- Angel, 1928 : Sur une espèce nouvelle de grenouille du Tonkin, appartenant au genre Rana. Bulletin du Muséum National d'Histoire Naturelle, Paris, vol. 1928, p. 319-320 (texte intégral).